# Autisme
Autisme (Grieks: αὐτός, autós, zelf) is de verzamelnaam voor gedragskenmerken die duiden op een kwetsbaarheid op het gebied van sociale interactie, communicatie, flexibiliteit in denken, bewegen en handelen, in de zintuiglijke prikkelverwerking en op het gebied van filteren en integreren van informatie. Daarnaast ervaren mensen met autisme ook vaak problemen met uitvoerend handelen met name op het gebied van plannen en organiseren.
De diagnosecriteria zijn vastgelegd in de internationale standaarden Diagnostic and Statistical Manual of Mental Disorders (DSM) en International Statistical Classification of Diseases and Related Health Problems (ICD, het internationale handboek van de Wereldgezondheidsorganisatie).
In de DSM-5, gepubliceerd in 2013 (Nederlandse vertaling april 2014) en de ICD-11 (formeel van kracht sinds 1 januari 2022) zijn alle voormalige autismestoornisvarianten en/of pervasieve ontwikkelingsstoornissen samengevoegd; sindsdien is er nog maar één autismediagnose, de autismespectrumstoornis (ASS). De reden was dat de verschillende aandoeningen lastig van elkaar te onderscheiden waren en de behandeling ervan sterk overeenkomt.

## Historisch overzicht
Halverwege de 19e eeuw werd in Engeland al over autisme geschreven. Daarvoor werden mensen met autisme eenzelvig of psychotisch genoemd. De Amerikaanse kinderpsychiater Leo Kanner beschreef in 1943 als eerste het infantiel of vroegkinderlijk autisme. Hij nam het woord over van de Zwitserse psychiater Eugen Bleuler (1857-1939). Deze gebruikte de term echter voor schizofrene patiënten die moeite hadden met andere mensen in contact te treden. Pas in 1989, met het succes van de film Rain Man, kwam er meer aandacht voor de diagnose en erkenning van normaal begaafde volwassenen met autisme. Voorheen kregen vooral kinderen met een verstandelijke handicap de diagnose.
De genetisering van autisme heeft de diagnose belangrijk veranderd en is aanmerkelijk breder dan het klassieke Kanner-autisme. De diagnostische criteria vereisen dat bepaalde symptomen al voor het derde levensjaar duidelijk worden. Hoewel de diagnose doorgaans vroeg gesteld wordt, komt het ook vaak voor dat autisme pas op latere leeftijd duidelijk wordt, bijvoorbeeld wanneer er sprake is van een normale of bovengemiddelde intelligentie.

### Medisch en sociaal model
Autisme is lange tijd bekeken vanuit het medische model, waarin autisme gezien werd als een ziekte of stoornis, als 'iets dat niet zo hoort te zijn'.
Daartegenover staat het sociale model, waarin een handicap niet wordt gezien als een eigenschap van een persoon, maar als het resultaat van het verschil tussen de manier waarop de maatschappij is ingericht en een eigenschap van een persoon. Niet kunnen zien is bijvoorbeeld op zichzelf geen handicap, maar wordt dat wanneer de maatschappij is ingericht alsof iedereen kan zien. Het sociale model van autisme wordt gerepresenteerd door het idee van neurodiversiteit. Neurodiversiteit staat voor het idee dat hersenen zich op verschillende manieren kunnen ontwikkelen, en dat er geen 'beste' manier is.

## Definitie en beschrijving
Autisme wordt bestudeerd door verscheidene takken van de wetenschap. Naargelang het vakgebied kan de omschrijving van autisme behoorlijk verschillen. In de psychologie dient (observeerbaar) gedrag als basis voor de diagnose van autisme. In de neurowetenschap zijn dat vooral de hersenfuncties.
Kenmerkend voor autisme zijn afwijkingen in de trias:
- communicatie
- verbeelding
- sociale interactie

### Communicatie
De tekortkomingen in de communicatie komen al vroeg in de ontwikkeling tot uiting. Communicatie is gebaseerd op betekenisverlening. Waar taal meestal geen probleem vormt voor mensen met autisme en een normale begaafdheid, is het toekennen van betekenis aan woorden dat vaak wel.
Bij zowel expressieve communicatie (het uiten) als receptieve communicatie (het begrijpen) geldt dat voor mensen met autisme de techniek van de taal – onder andere zinsbouw en woordenschat – begrijpelijk is, maar dat de sociale aspecten van communicatie de moeilijkheid vormen. Hieraan ligt ten grondslag de problematiek van samenhang aanbrengen binnen de taal en het beperkte inlevings- en verplaatsingsvermogen.
In de praktijk betekent dit dat mensen met autisme goed kunnen omgaan met alles wat letterlijk en concreet is. Problemen doen zich voor als de andere partij bijvoorbeeld woordgrapjes of sarcastische, spreekwoordelijke of emotioneel gekleurde begrippen gebruikt. Verwijzende woorden, waarbij de betekenis varieert in tijd, ruimte of persoon (zoals morgen, onder, ik) zijn vaak problematisch. Hoe abstracter de begrippen, hoe moeilijker het wordt voor mensen met autisme.
Het om de beurt wat zeggen in een gesprek (een dialoog voeren) is ook soms een probleem. Mensen met autisme kunnen blijven hangen in hun eigen interesse(s). Hun verhaal kan onverwachte wendingen nemen en is vaak associatief en fragmentarisch.
Echolalie (het herhalen van woorden of zinnen van anderen) komt vaak voor, vooral bij jongere kinderen met autisme, maar is ook merkbaar bij ouderen met autisme, vooral in situaties met stress.
Bij een persoon met autisme kan er sprake zijn van een vertraagde ontwikkeling van gezamenlijke aandacht (joint attention). Het kan zijn dat dit gedrag niet of slechts beperkt ontwikkeld wordt. Een kind dat een normale ontwikkeling doormaakt zal rond het eerste levensjaar gezamenlijk met anderen de aandacht ergens op kunnen richten. Het kind vraagt hierbij de aandacht van een ander door te wijzen naar een bepaalde gebeurtenis of voorwerp. Ook het kijken in dezelfde richting als een ander, als deze het hoofd draait om naar iets te kijken, gaze-following, is een vorm van gezamenlijke aandacht.
Als er ook sprake is van een verstandelijke beperking komt dit alles vaak nog duidelijker naar voren. Voor non-verbale communicatie gelden vergelijkbare problemen.

### Verbeelding
Lorna Wing verving in 1996 in de trias het begrip stereotiep gedrag door het begrip verbeelding.
- Stereotiep gedrag of herhaling van handelingen, ritueel of dwangmatig gedrag komt veel voor, vooral gedurende de kindertijd tot de leeftijd van drie jaar, zoals hoofdwiegen, fladderen met de handen, speelgoedauto's op een rij zetten enzovoort.

Vooral mensen met autisme en een verstandelijke handicap kunnen erg dwangmatig vasthouden aan bepaalde gewoontes.
In het hoofd van een persoon met autisme is het vaak een chaos. Drukte, onregelmatigheid en onvoorspelbare en plotselinge veranderingen zijn voor mensen met autisme een zware belasting. Velen hebben voortdurend structuur nodig. Omdat het moeilijk is die zelf aan te brengen, moet deze vaak door de omgeving worden aangereikt.
- Afwijkingen in de verbeelding uiten zich al vroeg in de spelontwikkeling; er zit weinig variatie in en zich iets uit het niets voorstellen lukt nauwelijks. Mensen met autisme komen vaak niet verder dan het kopiëren van andermans gedrag.

Verbeelding is wat mensen gebruiken om een betekenis toe te kennen aan een bepaald symbool. Mensen zonder autisme kunnen symbolen op velerlei wijzen toepassen en vanuit deze basis die toepassingen ook weer in nieuwe situaties gebruiken, zonder alles opnieuw te moeten leren. Voor mensen met autisme geldt dit soms niet. Het gebruik van de betekenis van een symbool in situatie A helpt hen niet voor het gebruik van hetzelfde symbool in situatie B. Bij kinderen kan dit bijvoorbeeld betekenen dat zij in de badkamer hun tanden poetsen, omdat het gebruik van de tandenborstel gekoppeld is aan de badkamer. Als het kind de tanden in de keuken moet poetsen, dan zal het kind opnieuw betekenis aan de tandenborstel moeten toekennen. De tandenborstel had namelijk enkel een betekenis (tanden poetsen) in combinatie met de badkamer en niet met de keuken. Dit gaat echter doorgaans niet op voor autistische kinderen met een normale tot hoge intelligentie.
Doordat mensen met autisme fragmentarisch denken is het voor hen moeilijk, of vrijwel onmogelijk, om het grote geheel te zien. Als een beeld dat ze kennen is veranderd zullen ze meestal beginnen met het opnieuw waarnemen van alle individuele kenmerken ervan om die vervolgens zo goed als mogelijk samen te brengen tot een aangepast, nieuw beeld. Aan de andere kant vallen autisten vaak details op die anderen niet zo snel zien en zijn ze dikwijls zeer nauwkeurig en analytisch.

### Sociale interactie
De stoornis binnen de sociale interactie is vaak het opvallendste kenmerk van autisme. Mensen verwachten van elkaar een bepaalde vorm van socialiteit, zeker als het gaat om de opbouw van een relatie, waarin ook wederkerigheid wordt verwacht.
Voor mensen met autisme zijn deze zaken meestal heel erg moeilijk, omdat er voor sociale interacties geen duidelijke en vaste regels zijn en zij dus weinig houvast hebben. Vaak worden problemen met empathie vermeld, waardoor het voor autisten ook erg moeilijk is om zich in de gevoelens en gedachtegang van de ander te verplaatsen. Onderzoek wijst uit dat het empathische vermogen van mensen met autisme in een rustige omgeving zonder veel afleiding nauwelijks afwijkt van dat van andere mensen. Mensen met autisme zijn echter niet goed in het uitdrukken van hun gevoelens. Zij missen een coherent zelfbeeld waardoor zij hun emoties ten opzichte van anderen niet duidelijk kunnen definiëren. Een mogelijke oorzaak van het onduidelijk zelfbeeld is het onduidelijk ik-bewustzijn. Uit de zinnelijke gewaarwordingen van hun eigen lichaam kunnen mensen met autisme geen coherent ik-bewustzijn synthetiseren. Hun vermogen om sociale emoties te kunnen herkennen en benoemen staat in een rechtstreekse verhouding tot hun veelal beperkte abstractievermogen.

## Aantallen

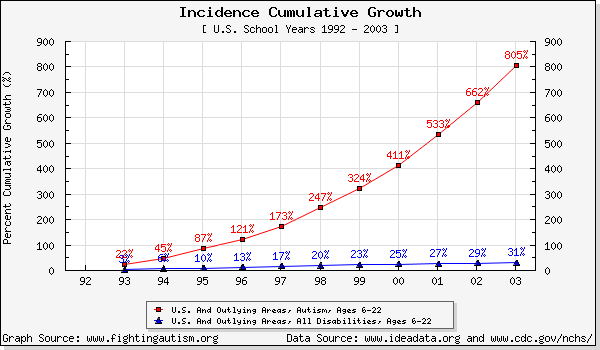
Stijging in de diagnose autisme (rode lijn) ten opzichte van alle psychiatrische ziekten tussen 1993 en 2003 (NCHS).

In de tijd dat alleen het klassiek autisme gediagnosticeerd werd, werd aangenomen dat autisme bij 1 op 2200 mensen voorkwam. Het Steunpunt Expertisenetwerken Vlaanderen spreekt nu al van 1 op 165. Als daarvan 1 op de 4 vrouw is, wil dat zeggen; 1 op de 110 mannen zou autist zijn en 1 op de 330 vrouwen. De uitbreiding van de definitie (met het syndroom van Asperger, PDD-NOS, enzovoort) en de verbetering van de diagnose zouden de belangrijkste redenen zijn dat dit aantal zo spectaculair is gestegen.
Het Vlaamse Autisme Centraal geeft aan dat 1 op 200 mensen een stoornis hebben die zich binnen het autismespectrum bevindt en dat 1 op 1000 mensen klassiek autisme heeft. Een op vier mensen met autisme zou vrouw zijn, maar deze vrouwen zouden een lagere intelligentie hebben. Vooral in de groep van normaal begaafden lijken mannen oververtegenwoordigd te zijn. Dit is echter niet zeker, het zou kunnen dat vrouwen, en zeker normaal begaafde vrouwen, minder kans hebben een diagnose te krijgen.
Het Nederlandse Centraal Bureau voor de Statistiek (CBS) meldde in 2014 dat autisme volgens de ouders bij bijna 3 procent van de kinderen voorkomt. Hoewel in eerdere onderzoeken vaak een circa vier keer zo hoge prevalentie bij jongens als bij meisjes wordt vermeld, komt het volgens de getallen van het CBS twee keer zo vaak voor bij jongens als bij meisjes. Voor 10- tot 12-jarigen meldden de ouders een prevalentie van 7% voor jongens en 3,5% voor meisjes. Jongens worden ook vaker behandeld: vier keer zo vaak als meisjes. Volgens de CBS-getallen worden in de groep 10-tot-12-jarigen 4% van de jongens en 1% van de meisjes voor autisme behandeld. Deze getallen liggen veel hoger dan eerdere schattingen van de prevalentie van autisme en ook hoger dan getallen in het buitenland. Er is ook kritiek op de getallen van het CBS.

## Oorzaken
Wat de oorzaken van autisme betreft, zijn er al vele zaken geopperd. Sommige lijken waarschijnlijker dan andere. Er zijn nog maar weinig wetenschappelijk goed onderbouwde conclusies.

### Hersenfuncties
Autisme wordt door sommigen beschouwd als een ontwikkelingsstoornis met een neurologische oorzaak. De hersenen van mensen met autisme zouden anders functioneren. Hierdoor bestaan hun waarnemingen uit losse fragmenten met weinig verband. Er is echter nog niet met zekerheid vastgesteld welk deel van de hersenen anders zou functioneren. Autisme wordt vaak in verband gebracht met stoornissen in de affectieve beleving van prikkels uit de omgeving. Deze zouden verband kunnen houden met een structureel defect van gebieden in het limbisch systeem, zoals de cortex cingularis anterior.
Bij hersenonderzoeken in het begin van de 21e eeuw wordt echter een sterker accent gelegd op de neurale connectiviteit, dat wil zeggen de verbindingspatronen in de hersenen. Met name de verhouding tussen het aantal korte en lange verbindingen in de hersenen zou daarbij van belang zijn. Bij het overheersen van het aantal korte verbindingen zijn lokale functies (bijvoorbeeld het geheugen, waarnemen van gezichten) intact, maar ontbreekt het vermogen een verband te leggen met andere functies, zoals emotie of het herkennen van de emotionele expressie van een gezicht. Andere onderzoeken suggereren dat zowel de korte als de lange verbindingen in de hersenen van personen met autisme minder goed functioneren. Dit zou kunnen wijzen op een afname in functionele connectiviteit.

### Genetische (erfelijke) oorzaken
Autisme wordt waarschijnlijk veroorzaakt door een complexe interactie van verschillende genen. Welke combinatie van genen dat zou zijn, is nog onduidelijk. Uit onderzoek is gebleken dat gen CDH10 een rol kan spelen bij autisme.
- Volgens studies, uitgevoerd tussen 1977 en 1995, zou 90% van de gevallen van autisme te maken hebben met een erfelijke aandoening.[21] Onderzoek is gedaan met behulp van tweelingen en via familiestudies. De resterende 10% zou door omgevingsvariabelen veroorzaakt worden. Echter, in een uitgebreider onderzoek dat in 2011 is uitgevoerd, wordt de invloed van erfelijkheid op 35 tot 60 procent ingeschat en wordt de invloed van omgevingsfactoren veel hoger ingeschat dan vroeger het geval was.[22]
- Hoe groter het aantal mensen met autisme binnen een familie, hoe groter de kans dat er nog meer kinderen komen met autisme of autistiform gedrag.
- Een van de theorieën die nog worden onderzocht is de theorie dat stoornissen in spiegelneuronsystemen samenhangen met autismeverschijnselen.[23]

#### Meiose
Meiose komt in oudere onderzoeksliteratuur naar voren als proces dat van invloed is op het ontwikkelen van autisme. Meiose is het proces waarbij voortplantingscellen worden geproduceerd. Bij meiose worden de chromosoomparen gesplitst en wel zo dat van ieder paar één vertegenwoordiger naar een dochtercel gaat. Hierdoor wordt, per cel, het aantal chromosomen gehalveerd, terwijl ieder kenmerk (gen) toch nog aanwezig blijft. Wat de informatie voor elk kenmerk inhoudt, wordt louter door het toeval bepaald. Naast het toevalsproces voor wat betreft de kenmerken, vindt er een tweede toevalsproces plaats. In dit tweede toevalsproces worden er in het DNA op een willekeurige manier stukjes weggelaten (deletie), toegevoegd (duplicatie), verplaatst (translocatie) en omgedraaid (inversie). Dit proces leidt tot meer genetische verschillen tussen mensen en verklaart waarom zelfs een eeneiige tweeling genetisch niet 100% identiek is.
Probleem van het tweede toevalsproces is, dat er genetische fouten kunnen ontstaan rond de conceptie. Door met name de deletie en de duplicatie kunnen chromosomen korter of langer worden of er kan een compleet extra chromosoom ontstaan. Het resultaat van een spontane verandering in de structuur van DNA is een zogenoemde copynumbervariatie. Door het ontstaan van een copynumbervariaties kunnen chromosomen van ongelijke grootte of ongelijk aantal worden samengebracht in een nieuwe cel. Als dit gebeurt rond de conceptie, ontstaat er uit deze eerste cel een mens met een genetische variatie. Dit kan zowel positief als negatief uitvallen. In positieve gevallen ontstaat er een mens uit met een bijzondere vaardigheid, die positief wordt beoordeeld, bijvoorbeeld een vaardigheid op het gebied van sport of wetenschap. In negatieve gevallen kan er sprake zijn van een syndroom of een ernstige handicap.
Op basis van het meioseproces kan autisme waarschijnlijk op twee manieren ontstaan.
1. een spontane afwijking (een de-novosituatie): hierbij gaan er twee chromosomen samen waarvan er één een copynumbervariatie heeft als gevolg van het meioseproces.
2. een ouder is zonder het te weten drager van een chromosoom met een copynumbervariatie en geeft deze bij de conceptie door aan het kind, wat bij het kind andere gevolgen heeft, dan bij de ouder.

Er zijn dus in de meiose stukjes te veel of stukjes te weinig in het DNA ontstaan op een specifieke locatie. Hiermee wordt de basis gelegd voor een syndroom.

### Autisme en schizofrenie
Vervolgens treden er problemen op in de ontwikkeling van het embryo in de eerste maand van de zwangerschap. Ongeveer 20 tot 40 dagen na de bevruchting gaat er bij beide stoornissen iets fout in de aanleg van de lichaamsdelen en hersenen, wat een kettingreactie op gang brengt, die zowel tot autisme als tot schizofrenie kan leiden. Autisme en schizofrenie zijn dan mogelijk ook onderdeel van een continuüm waarbinnen zowel het autismespectrum als het schizoïde spectrum valt. Dit verklaart waarom er in gezinnen waarin autisme voorkomt, ook regelmatig de diagnose schizofrenie wordt gesteld. Autisme en schizofrenie zijn dus geen op zichzelf staande aandoeningen, maar ze zijn het gevolg van een mutatie (een spontane, genetische verandering), die tot een syndroom leidt. Afhankelijk van de ernst van de genetische verandering kan ook de ernst van de aandoening verschillen. In alle gevallen is echter een aantal identieke kenmerken aanwezig:
- verminderde emotieherkenning;
- problemen met de theory of mind (vermogen een beeld te vormen van het perspectief van een ander en indirect ook van zichzelf); er is wetenschappelijk kritiek op deze stelling[24]
- problemen met de centrale coherentie[25] (de wereld bestaat uit fragmenten zonder directe samenhang en moet aan elkaar gepuzzeld worden);
- catatonie (onbeweeglijkheid of typische, stereotiepe beweging maken, al dan niet met geluid);
- problemen met de executieve functies (hogere stuurfuncties van de hersenen);
- de afwijkingen komen vaker voor bij mannen dan bij vrouwen;
- echolalie.

Er is tot nu toe een negental locaties ontdekt op het DNA waar de syndromen zijn te vinden, die worden gerelateerd aan autisme of schizofrenie, de zogenoemde 'hotspots': 1q21.1(chromosoom 1, lange arm, bandje 21.1), 3q29, 15q13.3, 16p11.2 (chromosoom 16, korte arm, bandje 11.2), 16p13.1, 16q21, 17p12, 21q11.2 en 21q13.3. Bij een aantal hotspots is zowel autisme als schizofrenie waargenomen op die locatie. In andere gevallen is de ene vorm waargenomen en wordt naar de andere nog gezocht. Statistisch is vastgesteld dat bij een deletie van 1q21.1 (1q21.1-deletiesyndroom) significant vaker schizofrenie voorkomt en bij een duplicatie van 1q21.1 (1q21.1-duplicatiesyndroom) significant vaker autisme voorkomt. Vergelijkbare waarnemingen zijn gedaan voor chromosoom 16 op 16p11.2 (deficiëntie: autisme/duplicatie: schizofrenie), chromosoom 22 op 22q11.21 (deficiëntie (velocardiofaciaal syndroom): schizofrenie/duplicatie: autisme) en 22q13.3 (deficiëntie (syndroom van Phelan-McDermid): schizofrenie/duplicatie: autisme). Onderzoek naar autisme/schizofrenie-relaties gekoppeld aan deficiënties/duplicaties voor chromosoom 15 (15q13.3), chromosoom 16 (16p13.1) en chromosoom 17 (17p12) zijn nog niet eenduidig.

### Vrouwen
Autisme wordt vaker gediagnosticeerd bij mannen dan bij vrouwen. Een factor hierin is dat onderzoek naar autisme zich vanouds op mannen heeft gericht. Uit recent onderzoek blijkt echter dat autisme zich bij vrouwen vaak anders manifesteert en dus vaak niet goed of veel later gediagnosticeerd wordt.

### Unieke DNA-mutaties
Onderzoeken van (ongeveer) na 2011 lijken de theorie dat autisme een gevolg is van spontane en unieke DNA-mutaties te bevestigen. Onderzoekers van de Yale Universiteit deden een omvangrijke studie van 1000 gezinnen waarbij in elk gezin het kind met autisme werd vergeleken met een broertje of zusje zonder autisme. Het bleek dat bij kinderen met autisme relatief veel copynumbervariaties voorkwamen. Hierbij is bij gepaarde chromosomen de uitwisseling van genetisch materiaal niet compleet. In het ene chromosoom ontbreekt dan een stukje, dat in het ander dubbel voorkomt. Deze variaties werden op veel verschillende locaties van vooral de chromosomen 7, 15, 16, 17 en Neurexin1 aangetroffen. De meeste patronen van deleties en duplicaties waren vrij uniek. Veel van de dubbele of ontbrekende genen waren bovendien betrokken bij de organisatie van de hersenen, zoals de aanmaak van synapsen. Ook bij meisjes werden deze variaties aangetroffen, maar daarbij bleek autisme alleen op te treden bij zeer grote mutaties. Het laatste wijst er misschien op dat meisjes meer resistent zijn voor de mutaties of dat er sprake is van genomische inprenting.

### Autisme en voorspellingsfouten in de waarneming
Uit onderzoek van Sander Van de Cruys en anderen binnen het 'Laboratory of Experimental Psychology' en de interdisciplinaire onderzoeksgroep 'Leuven Autism Research' (LAuRes) aan de Katholieke Universiteit Leuven, blijkt dat waarneming niet plaatsvindt door het verwerken van zintuiglijke indrukken (prikkels), maar door de informatie van de zintuigen steeds snel en onbewust te vergelijken met een voorspelling oftewel model. Waarnemingen die kloppen met de voorspelling hebben weinig aandacht nodig. Het brein besteedt meer aandacht aan afwijkingen van de voorspelling. Het brein reageert dan verrast en geeft het signaal 'er klopt iets niet'. Zelfs deze voorspellingsfouten worden opgenomen in het model, zodat niet alle afwijkingen resulteren in dat signaal. Dit proces verloopt bij autistische mensen anders dan bij mensen zonder autisme.
Peter Vermeulen heeft deze theorie nader toegelicht in zijn populairwetenschappelijke boek Autisme en het voorspellende brein (2021). Hij schrijft: "iets waar de onderzoekers het over eens zijn, is dat de wereld voor autistische breinen vol (onaangename) verrassingen zit, vol voorspellingsfouten". Uit het onderzoek blijkt dat de modellen die autistische mensen hanteren veel specifieker dan die van anderen. Mensen zonder autisme nemen afwijkingen van de voorspelling op in het model dat ze gebruiken; uitzonderingen op de regel leiden niet tot een aanpassing van de regel. Bij autistische mensen leiden uitzonderingen tot een aanpassing van het model. "Het gevolg is dat de modellen steeds preciezer worden, maar ook zo specifiek worden dat ze onbruikbaar worden."
Vermeulen concludeert op basis van vele wetenschappelijke publicaties dat autistische mensen gemiddeld niet gevoeliger zijn voor prikkels dan anderen (gemiddeld kunnen ze geen zachtere geluiden horen, zwakkere geuren ruiken, vage beelden waarnemen, enzovoort), maar reageert het brein wel sterker op de prikkels: "Hoe sterk een brein reageert op zintuiglijke prikkels wordt bepaald door het belang dat het brein hecht aan het verschil tussen wat het voorspeld had en de signalen die het binnenkrijgt." In een interview met Trouw in 2022 zei hij: "Het brein wordt op dat moment overspoeld door voorspellingsfouten, er zijn te veel inbreuken op het verwachtingspatroon. Mensen zijn geneigd om dat overprikkeling te noemen. Ik heb er een beetje een hekel aan dat autisme gereduceerd wordt tot overprikkeling. Dat klopt niet."

### Andere theorieën
- Er wordt wel gesuggereerd dat mensen met autisme en aanverwante aandoeningen gevoelig zouden zijn voor opioïde peptiden afkomstig van gedeeltelijk verteerde gluten (glutenexorfinen, gliadorfinen) en/of caseïne (casomorfinen). Deze zouden zich binden aan opiaatreceptoren in de hersenen. Opioïde peptidesystemen in de hersenen spelen een belangrijke rol in motivatie, emotie, hechting, de reactie op stress en pijn en de controle van voedselinname. Lang niet alle onderzoekers zijn ervan overtuigd dat er een verband aangetoond is tussen gluten en/of caseïne in de voeding en het ontstaan van autisme. In 2008 werd in een gezaghebbend wetenschappelijk artikel[36] (Cochrane meta-analyse) geconcludeerd dat een gluten- en/of caseïnevrij dieet nauwelijks effect heeft bij autisme.
- Kanner, die autisme als categorie beschreef in zijn basisartikel van 1943, concludeerde: We moeten dus aannemen dat deze kinderen ter wereld zijn gekomen met een aangeboren onvermogen om op een gewone, door de biologie voorziene manier in contact te treden met mensen. In datzelfde artikel schrijft hij niet te weten wat aan te vangen met de vaststelling dat de ouders (vader en moeder), maar ook grootouders en andere familieleden, opvallend vaak eigenaardigheden in het contact en in belangstellingscentra hebben (abstractions of a scientific, literary or artistic nature) en in het algemeen weinig warme mensen zijn. Hij vraagt zich af of en in welke mate dit kan bijdragen aan de toestand van de kinderen, maar zegt dat het weinig waarschijnlijk is dat ze het vroegkinderlijke autisme verklaren, omdat dit al vanaf het prilste begin bij de kinderen aanwezig is. Ondanks deze genuanceerde kijk van Kanner, wordt tot op heden beweerd dat Kanner een theorie in het leven heeft geroepen dat autisme wordt veroorzaakt door een kille of zogenaamde koelkastmoeder, of door een patriarchale of extreem godsdienstige of wetenschappelijke vader. Uiteraard is dit achterhaald. Ouders zijn in ere hersteld en worden nu gezien als een deel van de oplossing in plaats van het probleem. Wel kunnen kinderen die in een vroege levensfase individuele aandacht ontberen, symptomen ontwikkelen die sterk lijken op die van autisme.[37]
- Toen autisme ontdekt werd door Kanner en Asperger waren zij volop zoekende. De meest uiteenlopende hypothesen werden gelanceerd. De prille gedragstherapeut Ole Ivar Løvaas (8 mei 1927 – 2 augustus 2010) bijvoorbeeld, die met zijn Applied Behavior Analysis (ABA, Engels voor toegepaste gedragsanalyse, zie ook Burrhus Skinner) nog steeds vele volgelingen heeft, hield tot zijn dood in 2010 op zijn toenmalige website vast aan de stelling dat autisme was aangeleerd en dus ook weer kon worden afgeleerd. Gezinstherapeuten zagen de gezinsproblemen aan de basis liggen van autisme. Voor psychoanalytisch psychotherapeuten was de te sterke en gecompliceerde band, of het gebrek aan afstemming tussen de moeder en haar jonge kind als op zijn minst een versterkende en problematische factor bij autisme. De actuele klinische en wetenschappelijke kennis helpt om dit alles te herinterpreteren en nuanceren: kinderen die van in het begin niet contactvaardig zijn, kunnen de intuïtieve ouderlijke gerichtheid ondermijnen, waardoor complexe interacties kunnen ontstaan, die de ontwikkeling van een normale relatie verder kunnen bemoeilijken. Hulp bij de opvoeding en ondersteuning van jonge ouders met een risicokindje, door onderlegde (baby)therapeuten, is om die reden van het grootste belang. Een andere vaststelling is echter dat kinderen met autisme ook ouders met autisme kunnen hebben, of dat ouders die autisme of contactproblemen hebben moeilijk spontaan en flexibel met baby's en jonge kinderen kunnen omgaan. Ook als dit niet direct autisme veroorzaakt, kan door een genetische kwetsbaarheid voor autisme de baby wel meer nood hebben aan beschermende buffers, die in gezinnen met voor autisme kwetsbare ouders minder worden opgebouwd. De bevindingen van de epigenetica zullen hopelijk uitwijzen in welke mate genen actief worden onder invloed van welke omgevingsfactoren en hoe dit in te calculeren in de preventieve beslissingen. Mogelijk constateerde Kanner voor het eerst het familiale voorkomen van contactproblemen.
- De (ontwikkelings)leeftijd, individuele kwetsbaarheid (andere syndromen, epilepsie) en in beperkte mate omgevingsinvloeden (de onaangepaste samenleving) bepalen mede de ernst en de vorm van autisme, maar niet de oorzaak.
- Bij mensen met autisme wordt een lagere hoeveelheid oxytocine aangetroffen,[38] hetgeen suggereert dat dit hormoon het onderkennen en begrijpen van sociale codes bevordert. Behandeling met oxytocine blijkt personen met autisme inderdaad socialer te maken ten opzichte van personen met autisme die met een placebo werden behandeld.[39] Afwijkingen in het gen dat codeert voor de oxytocinereceptor zijn in verband gebracht met een verhoogd risico op autisme.[40]
- Een Australisch onderzoek vond dat vrouwen, die bij 20 weken in verwachting een tekort hadden aan vitamine D, een grotere kans hadden een kind te krijgen dat op zesjarige leeftijd autistische kenmerken vertoonde.[41]

### Incorrecte theorie: complicaties tijdens de geboorte
Er is geen verband gevonden tussen complicaties tijdens de geboorte en het ontstaan van autisme.

### Incorrecte theorie: BMR-vaccin
Er circuleren berichten dat autisme mede veroorzaakt zou worden door BMR-vaccinatie (tegen de bof, mazelen en rodehond). Het artikel in The Lancet uit 1998 dat aanleiding was tot die conclusie, is na een lang onderzoek in 2010 door dezelfde Lancet ingetrokken. In 2004 hadden tien van de oorspronkelijke dertien auteurs van het artikel al publiekelijk afstand genomen van de suggestie dat er een verband zou bestaan tussen de vaccinatie en autisme. Gebleken was dat van die stelling niets klopte. In 2011 werd zelfs bekend dat de auteurs van het artikel de medische gegevens van de 12 onderzochte kinderen op geraffineerde wijze vervalst hadden. In 2014 bleek uit de tot dan meest omvangrijke meta-analyse dat er geen relatie is tussen het BMR- en andere vaccins enerzijds en stoornissen uit het autismespectrum anderzijds. Het onderzoek vergeleek verschillende studies onder in totaal ruim een miljoen kinderen.

## Diagnose
In Nederland is sinds 2017 de vijfde editie van de DSM (DSM-5, mei 2013, Nederlandse vertaling april 2014) leidend bij het bepalen van de verzekerde zorg in de geestelijke gezondheidszorg (GGZ). In editie ervoor, de DSM-IV (1994), werd toegevoegd, beschreven als een vorm van autisme die samengaat met een normale of bovengemiddelde intelligentie. In de herziene vierde editie DSM-IV-TR (2000) werden naast de autistische stoornis (ook klassiek autisme of syndroom van Kanner genoemd) ook andere 'autistiforme' stoornissen beschreven: het syndroom van Asperger (ook al beschreven in de DSM-IV, 1994), PDD-NOS (pervasieve ontwikkelingsstoornis, niet anderszins omschreven, POS-NAO), atypisch autisme, meervoudig complexe ontwikkelingsstoornis (MCDD), syndroom van Rett en desintegratiestoornis van de kinderleeftijd, ook syndroom van Heller genoemd. Van het syndroom van Rett is in 1999 vast komen te staan dat deze een genetische oorsprong heeft, die de ernstige neurologische ontwikkelingsstoornis veroorzaakt. Rett is daarom bij de herziening in 2013 niet meegenomen in de samenvoeging van de verschillende vormen van autisme, maar wordt gezien als medische aandoening die een comorbiditeit kan hebben met een ASS diagnose.

### Omschrijving en belang
De diagnose is de erkenning door een autismedeskundige of een diagnosecentrum op basis van biologische of gedragscriteria. De diagnose kan de basis vormen voor verwerking, ondersteuning en leren. Voor de verwerking is vooral de erkenning van de diagnose door de omgeving erg belangrijk. Voor ondersteuning vragen overheidsinstanties een diagnose ter staving.
Om de diagnose autismespectrumstoornis (ASS) correct te stellen moet met de ouders en andere betrokkenen gepraat worden over het huidige en vroegere functioneren van de persoon en moet er voldoende tijd genomen worden om het gedrag uitgebreid te observeren in verschillende contexten en situaties. Diagnostiek door middel van testen en vragenlijsten brengt de sociale problemen in het echte leven niet of onvoldoende aan het licht. Uit differentiële diagnose volgt dat een van de meest voorkomende aandoeningen die dezelfde symptomen oplevert verwaarlozing is. Kinderen die erg verwaarloosd zijn, zoals kastkinderen, kunnen gedrag vertonen dat lijkt op autisme, maar het zeker niet is.
Er zijn diagnosecentra in Vlaanderen en Nederland.
Sinds de overgang naar de DSM-5-systematiek vanaf 2013 is het volgens een onderzoek in 2014 waarschijnlijk dat autisme minder vaak wordt gediagnosticeerd.

### Diagnose op basis van gedrag
Gedragsobservaties blijven voorlopig de algemeen aanvaarde basis voor het stellen van een diagnose van autisme. Dit kan al op jonge leeftijd. Daarbij kijkt de deskundige vooral naar de (sociale) ontwikkelingsgeschiedenis, de medische voorgeschiedenis, taalontwikkeling, stereotiep gedrag/interesses/handelingen, cognitief functioneren, neuropsychologische gezondheid (zie ook Sally en Anne), motorische vaardigheden, zelfredzaamheid, en psychisch en sociaal-emotioneel functioneren.
Uit onderzoek blijkt dat de eerste uitingen van autisme zijn te herkennen aan de manier waarop baby's spelen. Bij dit onderzoek kregen 12 maanden oude baby's diverse objecten aangeboden om mee te spelen. De baby's waarbij later autisme werd vastgesteld bleken anders te hebben gespeeld met de objecten dan de baby's zonder autisme:
- ze lieten de voorwerpen vaker rondtollen of schommelen;
- ze staarden er vanuit hun ooghoeken naar;
- of ze staarden er langer dan 10 seconden naar.

Met name de twee laatste kenmerken worden sterk in verband gebracht met autisme. Volgens de onderzoekers zou dat kunnen komen doordat mensen met autisme niet goed informatie kunnen filteren. Daardoor zou hun brein overspoeld raken door grote hoeveelheden details. Uit de ooghoeken kijken is een manier om minder details binnen te krijgen.
Hoewel diagnostische instrumenten zoals gedragsvragenlijsten en observatieschalen de betrouwbaarheid verhogen, blijft de juiste diagnose sterk afhankelijk van de klinische ervaring en de intuïtie van de diagnosticus in het herkennen van een bepaald gedragspatroon. Met andere woorden, er is nog steeds een aanzienlijk subjectief element in de diagnostiek.
Daarnaast wordt de ontwikkelingsgeschiedenis van de persoon in kaart gebracht in een gesprek met hem en zijn nabije omgeving (partner, ouders, vertrouwenspersoon). Door observatie in de vertrouwde omgeving en/of in een ander milieu en een psychiatrisch onderzoek kan de diagnose gesteld worden. Andere mogelijke onderzoeken zijn een neurologisch onderzoek, een psychologisch onderzoek van de cognitieve mogelijkheden, en het opmaken van een psychologisch educatief profiel (PEP). Het is belangrijk naar de volledige trias van stoornissen te kijken, en zich niet te beperken tot een deel ervan, zoals de communicatie of stereotiep gedrag.

### Diagnose op basis van biologische kenmerken
Er is veel onderzoek gedaan naar diagnostisch biologische kenmerken (zogenaamde biomarkers) op grond waarvan gevoeligheid voor autisme kan worden vastgesteld. Dit als aanvulling op de diagnostische gedragskenmerken. De onderzochte biomarkers zijn onder andere kenmerken van stofwisseling, bloedonderzoek naar genetische kenmerken typische oogbewegingen en kijkgedrag en structuur en functie van de hersenen, zoals in de vorm van MRI- en fMRI-indices van de hersenen. Tot nu toe heeft dit onderzoek echter niet geresulteerd in klinisch bruikbare biomarkers van autisme. Dit heeft mede te maken met de vele verschijningsvormen (fenotypische expressie) van autisme. De grootste belofte lijkt het onderzoek naar hersenfuncties te bieden. Echter, ondanks het toegenomen inzicht in hersenfuncties bij autisme, een eenduidige manier om bijvoorbeeld door middel van hersenscans autisme betrouwbaar te diagnosticeren ontbreekt nog.

## Gevolgen

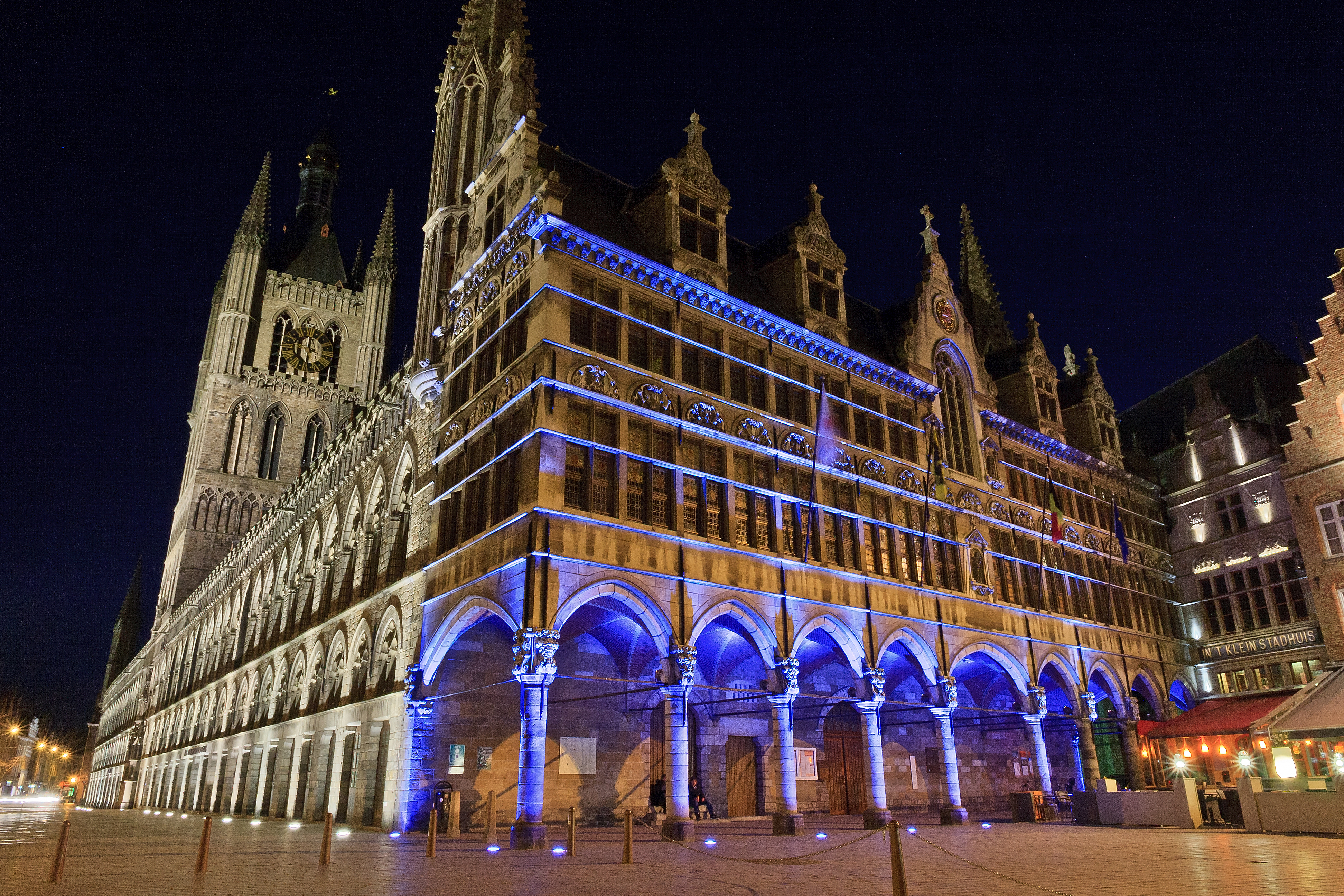
Op 2 april 2013 werd het Nieuwerck van de Lakenhalle van Ieper ter gelegenheid van Wereldautismedag blauw gelicht

Door de moeilijkheden met het opbouwen van langdurige en intensieve contacten, kan autisme leiden tot een vereenzaamd leven met weinig of geen sociale contacten. Een minderheid van de volwassenen met autisme is in staat een relatie op te bouwen. Slechts een klein deel van hen heeft kinderen (vaak ook met autisme). Toch bestaan er volledig autistische gezinnen die door deze homogeniteit harmonieus functioneren. Zowel op school als in de werksituatie kan autisme tot integratie- en acceptatieproblemen leiden.
Personen met autisme hebben meestal hulp nodig op het gebied van communicatie, omgang met gevoelens en kritiek, maar ook met geld en huishouden. Verder heeft het autisme van een persoon vaak ook effect op zijn omgeving (ouders, broers en zussen, partners, professionelen). Duidelijkheid over de diagnose, informatie- en ervaringsuitwisseling en het inzetten van hulpverleners helpen de omgeving bij de omgang met mensen met autisme. Dit gebeurt onder meer via thuisbegeleiding.

### Erkenning
Mensen met autisme en hun omgeving hebben in de loop der tijd hard geijverd voor de erkenning van autisme als een ernstige handicap die recht geeft op professionele hulp. Om ondersteuning te krijgen moet hun autisme eerst erkend worden door een door de overheid aangesteld team van deskundigen.
- Vier op de vijf mensen met autisme krijgen een vorm van ondersteuning bij wonen en tewerkstelling of zij leven in een instelling. Ze hebben naast hun autisme soms nog een andere handicap, zie hiervoor comorbiditeit.
- Een op de vier mensen met autisme echter moet elke formele vorm van ondersteuning ontberen omdat zij geen diagnose hebben en dus ook geen officiële handicap.
  - Veel autistische mensen kunnen, afhankelijk van hun karakter, intelligentie en omgevingsfactoren zoals de opvoeding, hun autisme vaak voldoende camoufleren, maskeren of compenseren om zelfstandig te leven. Het valt dan minder op waardoor een diagnose dan vaak laat gesteld wordt.
  - Bij veel normaal begaafde personen met autisme wordt de diagnose pas op latere leeftijd gesteld, tijdens of zelfs na de adolescentie. De tekorten vallen pas op in intieme relaties, waar spontaneïteit, inlevingsvermogen, emotionele ondersteuning en wederkerigheid vereist zijn.

### Ondersteuning bij onderwijs
De keuze tussen gewoon en buitengewoon onderwijs (doorgaans voor personen met een verstandelijke en motorische handicap) hangt af van de verstandelijke vermogens van het kind, maar ook van de inspanningen van ouders én de school: directie, onderwijzers, andere leerlingen, psychopedagogisch consulent.
- Inclusief onderwijs betekent hoofdzakelijk dat er afgestapt wordt van buitengewoon onderwijs; dat kinderen en jongeren met autisme die thuishoren in een speciale school nu naar het gewoon onderwijs gaan.
- Geïntegreerd onderwijs is een systeem waarbij leerkrachten uit het buitengewoon onderwijs ondersteuning geven aan leerkrachten en/of kinderen in het gewoon onderwijs. Dit lijkt beter te werken dan het inclusieve onderwijs. In het secundair en hoger onderwijs echter zijn in dit systeem de (leer- en gedrags)problemen door hun complexiteit moeilijk op te vangen.

## Behandeling
Doorgaans is enige vorm van behandeling of ondersteuning raadzaam. Deze behandelingen zijn niet gericht op de genezing van autisme, maar op ondersteuning in het omgaan met autisme.

### Psychologische en gedragstherapeutische behandelingen
Deze behandelingen richten zich op:
1. verbetering van de communicatieve vaardigheden[noot 4]
2. inperken van stereotiepe gedragingen[noot 5]
3. stimuleren en optimaliseren van sociale interactie[noot 6]
4. leveren van opvoedingsondersteuning
5. zelfwaardering[65]

Er bestaan algemene benaderingen die uitgaan van leertheoretische principes en specifieke benaderingen.

### Medicatie
Een verstoorde of andere ontwikkeling van de hersenen is niet met medicatie te herstellen, en er bestaat daarom geen 'medicijn ter genezing van autisme'. Soms kan ondersteuning in de vorm van medicatie zoals antipsychotica en/of antidepressiva de beperkingen die de ontwikkelingsstoornis met zich meebrengt wel verlichten.

### Lotgenotencontact
Naast het volgen van een therapie kan een persoon met autisme zich aansluiten bij een zelfhulpgroep.

## Comorbiditeit
Autisme kan samengaan met bijna alle psychische problemen en stoornissen. Een aantal stoornissen komen echter meer voor bij autisme:
- Specifieke fobie: onderzoek vond dit terug bij 44% van de kinderen met autisme.[66] Een veel voorkomende specifieke fobie is die voor harde geluiden, een fobie die zeer weinig voorkomt bij andere kinderen.
- Obsessieve-compulsieve stoornis: werd teruggevonden bij 37% van de kinderen met autisme.
- ADHD: 31% van de kinderen voldeed aan de strikte DSM-IV-criteria voor ADHD. Daarnaast had 24% eveneens kenmerken van ADHD, maar net niet genoeg om aan de strikte criteria te voldoen.
- Depressie: wordt vooral teruggevonden bij kinderen met het syndroom van Asperger (tot 30%).[67]
- Genderdysforie: 11% van alle autisten heeft genderdysforie tegenover 1-2% van de niet-autisten. 15% van alle autisten is transgender.[68]
- Epilepsie komt vaker voor bij autisten dan bij de algemene bevolking[69]

## Autisme en lhbt-identiteiten/genderdiversiteit
Uit vele onderzoeken blijkt dat onder autisten het percentage lhbt'ers significant hoger is dan onder de niet-autistische bevolking. Andersom beredeneerd, blijken lhbti'ers vaker autistisch te zijn dan cisgender heteroseksuele mensen. De organisaties 'Aut & Out' (Vlaanderen) en 'AutiRoze' (Nederland) organiseren events voor deze doelgroep.

## Misverstanden
De maatschappij verbindt de term autisme nog steeds aan de kenmerken van klassiek autisme bij personen met een verstandelijke beperking: opvallende beperkingen in het sociale contact, weinig of geen gesproken taal, duidelijk stereotiepe (motorische) handelingen en een opvallende weerstand tegen veranderingen. Anderzijds heerst ook vaak het misverstand dat kinderen met autisme onhandelbaar en agressief zouden zijn. Personen met autisme zijn evenmin altijd savant, zoals het autistische hoofdpersonage in Rain Man en ook niet (extreem) hoogbegaafd, zoals het personage Sheldon Cooper in The Big Bang Theory, die overigens door de makers niet als autistisch wordt omschreven, maar in zijn gedrag wel overduidelijke, karikaturale autistische karaktertrekken heeft en daarom door veel kijkers wel als autistisch wordt gelezen.
In het informele, dagelijks taalgebruik is de betekenis van de term autisme onduidelijk, deze hangt af van de context waarin de term wordt gebruikt. Meestal wordt de autismespectrumstoornis bedoeld, maar in sommige gevallen worden de verschillende stoornissen bedoeld die tot de uitgave van DSM-5 apart benoemd werden.

## Wereldautismedag 2 april
Op 2 april is de jaarlijkse World Autism Awareness Day, waarbij lidstaten van de Verenigde Naties worden aangemoedigd om maatregelen te treffen om bewustzijn van autisme te vergroten. Dit is vastgelegd in resolutie 62/139. World Autism Awareness Day van de Algemene Vergadering van de Verenigde Naties die werd aangenomen op 1 november 2007.
De resolutie werd aangenomen als een supplement op het VN-verdrag inzake de rechten van personen met een handicap.

## Varia
In de Maoricultuur wordt voor autisme het woord takiwātanga gebruikt. Dit betekent mijn/zijn/haar eigen tijd en wereld (Engels: my / his / her own time and space).

## Autisme in media en literatuur
- (en)  Temple Grandin: The Autistic Brain: Thinking Across the Spectrum (met Richard Panek, 2013). Londen, Rider Books ISBN 978-0-547-63645-0
  - Nederlandse vertaling: (nl)  Grandin, Temple en Richard Panek: Het autistische brein. Amsterdam, Nieuwezijds ISBN 9789057123870
- Mind My Mind, een in 2019 gepubliceerde Nederlandse Engelstalige korte animatiefilm van regisseur Floor Adams, waarin de hoofdpersoon autistisch is.